# Brevipalpus mori
Brevipalpus mori är en spindeldjursart som beskrevs av De Leon 1960. Brevipalpus mori ingår i släktet Brevipalpus och familjen Tenuipalpidae. Inga underarter finns listade.